# بول نوبو تاتسوجي
بول نوبو تاتسوجي (باليابانية: 辰口信夫) (و. 1911 – 1943 م) هو جراح ياباني، ولد في هيروشيما، ويحمل رتبة عسكرية رقيب أول ‏، توفي في جزيرة أتو، عن عمر يناهز 32 عاماً.

## التعليم
تعلم في Loma Linda University ‏، وتعلم في Pacific Union College ‏
.

## الخدمة العسكرية
خدم في جيش اليابان الإمبراطوري.